# Jackson (Nueva York)
Jackson es un pueblo de los Estados Unidos. Está ubicado en el condado de Washington, en el estado de Nueva York.
En el año 2000 tenía una población de 1,718 habitantes y una densidad poblacional de 18 personas por km².

## Geografía
Jackson se encuentra ubicado en las coordenadas 43°5′50″N 73°22′3″O / 43.09722, -73.36750.

## Demografía
Según la Oficina del Censo en 2000 los ingresos medios por hogar en la localidad eran de $41,490, y los ingresos medios por familia eran $43,565. Los hombres tenían unos ingresos medios de $33,438 frente a los $21,290 para las mujeres. La renta per cápita para la localidad era de $19,473. Alrededor del 9.6% de la población estaban por debajo del umbral de pobreza.